# Trendz (groupe)
 (mars 2023).
La mise en forme du texte ne suit pas les recommandations de Wikipédia : il faut le « wikifier ».
Les points d'amélioration suivants sont les cas les plus fréquents. Le détail des points à revoir est peut-être précisé sur la page de discussion.
- Les titres sont pré-formatés par le logiciel. Ils ne sont ni en capitales, ni en gras.
- Le texte ne doit pas être écrit en capitales (les noms de famille non plus), ni en gras, ni en italique, ni en « petit »…
- Le gras n'est utilisé que pour surligner le titre de l'article dans l'introduction, une seule fois.
- L'italique est rarement utilisé : mots en langue étrangère, titres d'œuvres, noms de bateaux, etc.
- Les citations ne sont pas en italique mais en corps de texte normal. Elles sont entourées par des guillemets français : « et ».
- Les listes à puces sont à éviter, des paragraphes rédigés étant largement préférés. Les tableaux sont à réserver à la présentation de données structurées (résultats, etc.).
- Les appels de note de bas de page (petits chiffres en exposant, introduits par l'outil «  Source ») sont à placer entre la fin de phrase et le point final[comme ça].
- Les liens internes (vers d'autres articles de Wikipédia) sont à choisir avec parcimonie. Créez des liens vers des articles approfondissant le sujet. Les termes génériques sans rapport avec le sujet sont à éviter, ainsi que les répétitions de liens vers un même terme.
- Les liens externes sont à placer uniquement dans une section « Liens externes », à la fin de l'article. Ces liens sont à choisir avec parcimonie suivant les règles définies. Si un lien sert de source à l'article, son insertion dans le texte est à faire par les notes de bas de page.
- La présentation des références doit suivre les conventions bibliographiques. Il est recommandé d'utiliser les modèles {{Ouvrage}}, {{Chapitre}}, {{Article}}, {{Lien web}} et/ou {{Bibliographie}}. Le mode d'édition visuel peut mettre en forme automatiquement les références.
- Insérer une infobox (cadre d'informations à droite) n'est pas obligatoire pour parachever la mise en page.

Pour une aide détaillée, merci de consulter Aide:Wikification.
Si vous pensez que ces points ont été résolus, vous pouvez retirer ce bandeau et améliorer la mise en forme d'un autre article.
 (avril 2023).
Trendz (coréen : 트렌드지 ; RR : Teurendeuji) est un boys band sud-coréen formé par Interpark Music Plus. Le groupe est actuellement composé de sept membres : Havit, Leon, Yoonwoo, Hankook, ra. L, Eunil et Yechan. Le groupe a fait ses débuts officiels le 5 janvier 2022, avec son premier EP intitulé Blue Set Chapter 1. Tracks.

## Histoire

### Pré-début
Fin 2017, Havit, Leon et Hankook ont concouru dans l'émission de télé-réalité de survie Mix Nine, se classant respectivement 39e, 56e et 67e parmi tous les concurrents masculins.
Il a été révélé le 4 juillet 2018 que NH Media (en) prévoyait de faire débuter un groupe de 7 membres ; Daily H Boys (6 des membres de Daily H Boys font désormais partie de Trendz). Toutefois, le groupe est devenu inactif sur SNS en avril 2021.
Le 21 juillet 2021, Interpark a annoncé avoir créé un label subsidiaire, Interpark Music Plus, pour la production de groupes d'idols. Il a également été révélé que le label se préparait à lancer un nouveau groupe d'idols masculins dans l'année.
Le 28 juillet, les réseaux sociaux du groupe ont été créés sous le nom INTERBOYS. Le 31 juillet, le groupe a publié sa première reprise avec "Back Door" de Stray Kids.
Le 9 août, Havit et Hankook sont révélés en tant que premiers membres, le 10 août c'est au tour de Yechan, Leon et Eunil puis enfin ra.L et Yoonwoo le 11 août.
Le 29 novembre à minuit, le groupe a annoncé son nom définitif : TRENDZ. Il débutera le 5 janvier 2022.

### Depuis 2022
Le 15 décembre 2021, Trendz a annoncé la sortie de leur premier EP, "Blue Set Chapter 1. Tracks."  le 5 janvier 2022.
Le 23 mai 2022, Trendz a annoncé la sortie de leur deuxième EP le 8 juin 2022, "Blue Set Chapter 2. Choice".
Le 1er juin 2022, Trendz révèle le nom de leur fandom: Friendz.
Le 5 octobre, en raison de circonstances internes à INTERPARK MUSIC PLUS, le groupe est transféré sous le label Global H Media.
Le 25 octobre 2022, Trendz a annoncé la sortie de leur premier single "Blue Set Chapter Unknown Code" le 3 novembre 2022. Finalement la sortie ce dernier sera repoussé au 11 novembre 2022.
Le 1er mars 2023, la sortie de leur deuxième single est annoncé pour le 16 du même mois sous le nom "Blue Set Chapter New Dayz"
Le 13 août 2023 est annoncé leur troisième single "Still On My Way". Il sortira le 6 septembre de la même année.
Le 11 janvier 2024, Trendz sort leur premier single spécial "Go Up".
Fin août 2023 le groupe annonce une tournée européenne. Cette dernière commencera début mars 2024, et comportera des villes comme Casablanca (Maroc), Paris (France), Bucarest (Roumanie). Plusieurs dates ont été supprimés, telles que Lyon (France), Londres (Angleterre).
Le 12 juin 2024, le quatrième single nommé "Dreamlike" sort.
Le 3 Juillet 2024, le MV de "Season of You", un titre de leur premier album japonais est mis en ligne. Il sera suivit le 31 Juillet par leur début au Japon avec la sortie officielle de l'album entier "Rebirth", qu'ils promouvront sur place. C'est à cette occasion qu'ils ont tenu leur debut showcase au Japon le 10 août 2024.
Du 18 août au 29 septembre, il a été annoncé que Trendz participerait au Breakout Tour aux États-Unis avec les groupes Ichillin'', Craxy et l'artiste U-Chae.
Trendz tiendra un concert en Turquie le 6 octobre 2024.

## Membres
| Nom de scène | Nom de scène | Nom de naissance | Nom de naissance | Date de naissance | Nationalité | Positions                   |
| Romanisé     | Coréen       | Romanisé         | Coréen           | Date de naissance | Nationalité | Positions                   |
| ------------ | ------------ | ---------------- | ---------------- | ----------------- | ----------- | --------------------------- |
| Havit        | 하빛         | Lee Havit        | 이하빛           | 7 juin 1999       | Sud-coréen  | chanteur et danseur         |
| Leon         | 리온         | Kim Dong-Hyun    | 김동현           | 25 juillet 2000   | Sud-coréen  | chanteur et main-danseur    |
| Yoonwoo      | 윤우         | Lee Chung-Hyeon  | 이충현           | 28 août 2000      | Sud-coréen  | chanteur, danseur et visual |
| Hankook      | 한국         | Cho Han-Kook     | 조한국           | 3 avril 2002      | Sud-coréen  | Leader, rappeur et danseur  |
| ra.L         | 라엘         | Lee Tae-Hyun     | 이태현           | 29 septembre 2003 | Sud-coréen  | rappeur, danseur            |
| Eunil        | 은일         | Kim Eun-il       | 김은일           | 21 novembre 2003  | Sud-coréen  | chanteur, danseur           |
| Yechan       | 예찬         | Jeong Ye-Chan    | 정예찬           | 27 octobre 2005   | Sud-coréen  | danseur, rappeur et maknae  |

## Discographie

### Singles
| Titre                 | Année | Album                          |
| --------------------- | ----- | ------------------------------ |
| "TNT" (Truth & Trust) | 2022  | Blue Set Chapter 1. Tracks     |
| "Who" [吼]            | 2022  | Blue Set Chapter 2. Choice     |
| "Vagabond"            | 2022  | Blue Set Chapter. Unknown Code |
| "New Dayz"            | 2023  | Blue Set Chapter. New Dayz     |
| "My Way"              | 2023  | Still On My Way                |
| "Go Up"               | 2024  | -                              |
| "Glow"                | 2024  | Dreamlike                      |

## Ambassadeurs
- Ambassadeur mondial de l'environnement (2023)[11]

## Awards et nominations
| Remise des prix    | Année | Catégorie   | Candidat / Travail | Résultat | Ref    |
| ------------------ | ----- | ----------- | ------------------ | -------- | ------ |
| Asia Artist Awards | 2022  | Focus Award | Trendz             | Gagné    | [ 12 ] |